# Carlo Lodoli
Carlo Lodoli, né le 28 novembre 1690 à Venise, mort le 27 octobre à Padoue, est un franciscain et théoricien italien de l'architecture du XVIIIe siècle. Lodoli est un des premiers précurseurs du rationalisme en architecture.

## Biographie
Né à Venise en 1690, il parcourut avec des succès brillants le cours d'études en usage dans son ordre, d'abord comme disciple, ensuite comme maître, et établit dans sa ville natale une école patricienne d'où sont sortis des sujets du plus grand mérite. Il se distingua aussi dans l'emploi de reviseur, en composant pour l'usage des réformateurs, trois catalogues raisonnés des livres suspects et de leurs différentes éditions et traductions. Ses plans judicieux servirent beaucoup à faire fleurir les imprimeries de Venise ; mais c'est surtout par son amour singulier pour les beaux-arts qu'il s'est rendu célèbre. Il avait fait une collection curieuse des divers morceaux d'architecture, de peinture, sculpture et gravure, dont la suite mettait sous les yeux les progrès successifs de chacun de ces arts, depuis l'époque de leur renaissance jusqu'à celle des grandes écoles. Un accident a fait périr tous ces manuscrits et tous ces dessins.

## Théories
Lodoli ne publiât rien de son vivant. Ses théories furent recueillies par Andrea Memmo, son disciple, et éditées à Rome en 1786. L'ouvrage complet, en deux volumes, parut en 1834 à Milan et à Zara, dans une collection de classiques italiens.
Les perspectives, étonnantes pour l'époque, de cet admirable théoricien de l'art, dont plus tard Francesco Algarotti et Francesco Milizia tirèrent parti, nous ouvrent I'horizon sur l'esprit des ferments futurs.
Lodoli attaque tous les édifices anciens et modernes, et dit de ceux des Grecs et des Romains, d'après les monuments qui nous restent, que, soit pour la solidité et la commodité, soit pour la proportion des ordres, on y trouve trop de caprices et d'irrégularités : d'où il conclut que l'étude de ces monuments ne peut presque rien nous donner de certain concernant les vrais principes et les fondements de l'art. Il regardait, en conséquence, la théorie de l'architecture comme ayant été jusqu'à présent incertaine et sans consistance, et l'art comme étant encore dans son enfance.
Bien avant Adolf Loos, Lodoli préconisa la suppression totale de l'ornementation dans les arts, spécialement dans l'architecture. Il entendait réduire l'architecture, cette section des mathématiques, à une simplicité majestueuse et primordiale.
Lodoli condamne les façades n'ayant qu'un emploi décoratif, n'étant que paravents ornementaux ne répondant point à la structure intérieure des édifices. Dans les arts industriels et appliqués, il s'attache avant tout à la raison justifiant une œuvre qui devrait être parfaitement adaptée au but qu'on se propose de lui faire remplir.
Il voudrait que les meubles soient conçus de telle sorte qu'ils ne fassent plus étalage des répétitions sempiternelles des styles conventionnels, qu'ils ne fassent plus état des styles inactuels, mais – dépassant l'exhibitionnisme aléatoire et mensonger – se rendent propres aux nécessités fonctionnelles. En considération de quoi il vante fort les mérites de la gondole, modele d'embarcation qui satisfait pleinement a ses exigences particulières et, par ce fait, constitue pareillement une authentique réussite artistique.
Les thèses du bouillant moine, réviseur de la seigneurie à Venise, agitateur à Vérone et Padoue d'idées qu'on taxerait aujourd'hui d'avant-garde, soulevèrent non seulement des tempêtes et des polémiques bruyantes dans les milieux vénitiens et en Italie, mais se répandirent également en France et en Allemagne. Elles y reçurent d'ailleurs un accueil plutôt modéré, voire même réfrigérant.
Si les théories de Fra Lodoli s'expliquent partiellement comme étant I'une des conséquences de l'illuminisme du XVIIIe siècle, de cette doctrine philosophique qui se propagea partout dès qu'elle fut divulguée par l'Encyclopédie de Diderot et d'Alembert, elles s'accordent d'autre part avec le mouvement néo-classique de réaction à la tendance post-baroque et au rococo, mouvement auquel nous sommes redevables d'une solide épuration esthétique dans le domaine de l'architecture.